# Сніговик (фільм)
«Сніговик» (англ. The Snowman) — британський кримінально-драматичний фільм, знятий Томасом Альфредсоном за однойменним романом Ю Несбе. Фільм розповідає про детектива Гаррі Голе, який розслідує серію вбивств жінок. 
Світова прем'єра стрічки відбулася 7 жовтня 2017 року на Міжнародному кінофестивалі в Хайфі (Ізраїль). В Україні прем'єра мала відбутися 26 жовтня 2017 року, але в останній момент прокатник B&H без пояснення скасував український прокат стрічки.

## У ролях
- Майкл Фассбендер — детектив Гаррі Голе
- Ребекка Фергюсон — Кетрін Бретт
- Шарлотта Генсбур — Ракель
- Вел Кілмер — Герт Рафто
- Джонатан Сіммонс — Арве Стьоп
- Тобі Джонс — слідчий Свенсон
- Адріан Данбар — Фредерік Аасен
- Давид Денсік — Ідар Ветлесен
- Хлоя Севіньї — Сильвія / Енн Оттерсен
- Джеймс Д'Арсі — Філіп Бекер
- Джеймі Клейтон — Едда
- Софія Гелін — Сара Квенсланд

## Виробництво
Зйомки фільму почались 18 січня 2016 року в Норвегії.

## Скасування показу
25 жовтня 2017 року без пояснення причин український прокатник B&H скасував прокат стрічки в Україні. Однак згодом, через кілька місяців у лютому 2018 році, прокатник B&H у співпраці з кінофестивалем «Молодість» все ж зробив закритий показ фільму Сніговик у рамках кінофестивалю «Невидане» найкращих фестивальних фільмів 2017 року, які так і не вийшли в український прокат; показ цих стрічок відбувся мовою оригіналу з українськими субтитрами.